# Saint-bernard
Pour les articles homonymes, voir Saint-Bernard, Bernard et Barry.
Le saint-bernard est une race de grands chiens de montagne, souvent dressés comme chiens de recherche en avalanche. L'imaginaire populaire les affuble d'un tonnelet de schnaps accroché au cou qui serait destiné à revigorer les victimes du froid. Cette pratique a été utilisée surtout à la fin du XIXe siècle dans la recherche de personnes perdues dans les montagnes ou victimes d'une avalanche.
La devise attribuée au saint-bernard est : « Noblesse, dévouement et sacrifice,. » Il a pour réputation d'être un chien intelligent, apte à recevoir une formation de sauveteur.

## Origine

### Appellation

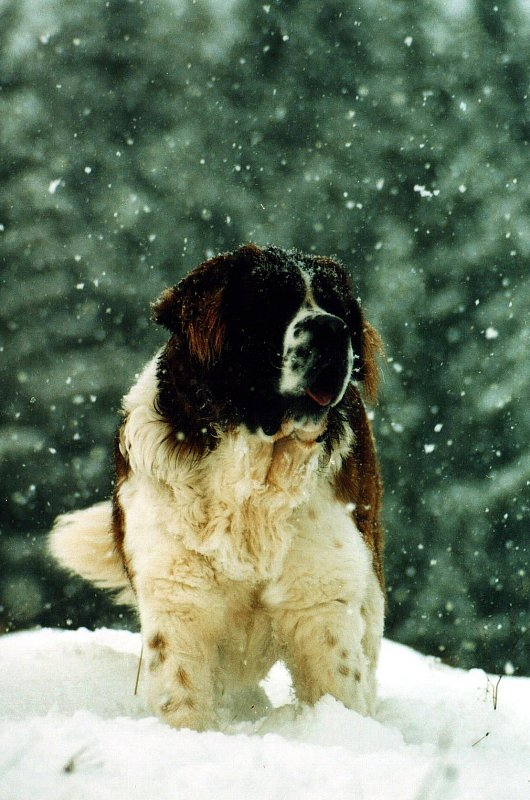
Saint-bernard dans la neige.

Le nom renvoie aux hospices du Grand-Saint-Bernard et du petit Saint-Bernard, situés au col homonyme et du col du Petit-Saint-Bernard, dans les Alpes aux frontières italo-suisse et franco-italienne, où ces chiens étaient utilisés par les chanoines d'abord pour la garde et la défense puis pour la recherche des voyageurs en hiver. « Ruitor », fidèle ami du recteur Pierre Chanoux à l’hospice du Petit-Saint-Bernard, fut baptisé ainsi en l'honneur du sommet et du glacier sur les hauteurs du Petit-Saint-Bernard.

### Histoire

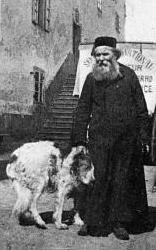
Pierre Chanoux l'abbé et son fidèle compagnon, le saint-bernard Ruitor.

Il semble que les chiens initialement utilisés par les religieux appartenaient à une race aujourd'hui disparue, le mastiff alpin, qu'ils auraient tenté d'améliorer en lui enlevant sa férocité. Un spécimen empaillé de la race initiale (sans bajoues et sans oreilles tombantes) est visible à l'hospice.
Le chien viendrait de Haute-Assyrie. Des bas-reliefs ont été retrouvés au Moyen-Orient datant de plus de trente siècles, ressemblant au saint-bernard à poil court. Il descendrait du légendaire mâtin du Tibet, et donc originaire d'Asie. Quelques spécimens auraient été importés en Grèce, puis à Rome et auraient été ensuite dispersés dans l'Europe Occidentale par l'intermédiaire des armées romaines au Ier siècle. Le saint-bernard figure sur certaines armoiries de familles nobles[réf. souhaitée].
L'épagneul des Alpes est également cité comme prédécesseur du saint-bernard.
Vers 1660-1670, des familles vaudoises et valaisannes offrent des chiens à l'hospice du Grand-Saint-Bernard[réf. souhaitée].
Cette race est signalée pour la première fois à l'hospice du Saint-Bernard, en 1709 par le prieur Ballalu : « En 1700, le chanoine Camos, économe de la Maison, fit faire une roue dans laquelle on met un chien pour faire tourner la broche… » En 1735, le prieur mentionne la réparation du collier d'un chien dans les comptes du prieur[réf. souhaitée].
Les publications relatant les exploits de ces chiens qui sauvent des voyageurs égarés dans la neige, tout comme les récits de soldats de l'armée de Napoléon franchissant le col du Grand-Saint-Bernard en 1800, ont fait la réputation de cet animal.
Grâce à un élevage systématique, la race actuelle fut créée. En 1867, Heinrich Schumacher, habitant Holligen près de Berne, établit des documents généalogiques pour ses chiens. Le livre suisse des origines fut ouvert en février 1884 et le premier à y être inscrit fut un saint-bernard nommé Léon. Le club suisse du saint-bernard fut créé le 15 mars 1884 à Bâle ; le saint-bernard fut reconnu comme race d'origine suisse et son standard adopté lors d'un congrès international de cynologie en juin 1887. Il est alors devenu le chien national suisse[réf. souhaitée].

## Le saint-bernard à poil court et le terre-neuve
En raison d'un risque de consanguinité, un croisement fut opéré entre le terre-neuve et le saint-bernard à poil court. De ce fait, la corpulence et les qualités du terre-neuve furent ajoutées au croisement, ce qui créa un saint-bernard plus gros et plus grand à poil long. Henry Schumacher (1831-1903) expose ces chiens remarquables à Paris et, en 1884, fonde le club suisse du saint-bernard[réf. souhaitée].
Il existe donc deux variétés de saint-bernard : l'une à poil long (fin du XIXe siècle), et une autre à poil court et double, moins répandue. Mais ces chiens, coûteux à instruire et à entretenir, sont progressivement remplacés par d'autres races plus communes comme le berger allemand, polyvalent et très utile aussi comme chien de secours en montagne[réf. souhaitée].

### Apparence
Le saint-bernard est un chien avec une tête imposante. Le représentant le plus massif qui ait été enregistré présentait une hauteur de 107 cm, 89 cm au niveau des épaules, 1,59 m de long et pesait 100 kg. Le poids moyen de la race est entre 51  et   80 kg ou plus, et la hauteur au garrot est de 70  à   90 cm pour le mâle et de 65 à 80 cm pour la femelle,.
Le poil peut être court ou long, avec un poil dense sur la queue. Le poil long a une fourrure dense mais plate, un peu plus fournie autour du cou et des pattes postérieures. Le pelage est de couleur fauve sur un fond blanc, le fauve formant des taches ou un manteau ininterrompu sur le dos et les flancs. Un masque noir se trouve généralement sur la face et les oreilles. La queue est longue, lourde et tombante. La forme des yeux, brun foncé à noisette, est typique et forme un petit pli à la paupière supérieure et à la paupière inférieure (en « chapeau de gendarme »), avec une « conjonctive peu visible ».

### Santé
Le taux de croissance et la prise de poids d'un saint-bernard étant rapides, ces traits peuvent conduire à une dégradation grave des os si le chien ne reçoit pas de nourriture appropriée ni d'exercice physique. Comme tous les grands chiens, ils peuvent être atteints par la dysplasie de la hanche ou la dysplasie du coude.
Ils sont sensibles aux troubles de la vue, tels l'entropion et l'ectropion, dans lequel la paupière se retourne en avant ou en arrière. Le standard de la race indique qu'il s'agit d'un défaut majeur. La race est également sensible aux crises d'épilepsie, à une maladie cardiaque appelée cardiomyopathie dilatée et à l'eczéma. En raison des problèmes de santé, l'espérance de vie moyenne pour un saint-bernard est d'environ huit ans. Certains peuvent toutefois vivre au-delà de dix ans, mais cela est assez rare. Ces faiblesses sont attribuées par certains experts à une sélection trop intense afin d'obtenir les caractéristiques particulières de la race, un projet de recherche en génétique est à l'étude (recherche de financement en cours aux États-Unis) pour revenir à plusieurs générations en arrière afin d'améliorer la santé de l'animal. Cependant, d'après certains, les spécimens obtenus ne conserveraient pas nécessairement la même capacité au sauvetage, ni leur robe bicolore.

### Caractère
Le saint-bernard est doux, comédien et très déterminé. Attention : ce n'est pas une peluche, il peut aussi mordre très fort. Il est donc nécessaire de lui donner d'emblée une éducation stricte mais sans violence (comme à tous les chiens), de façon qu'il soit agréable à vivre au quotidien. Le saint-bernard tend à prendre beaucoup de place à la maison. Il peut parfois être têtu. Par son instinct de chien de sauvetage, il aidera cependant sans hésitation toute personne en danger. Très attaché à son environnement, il constitue un excellent chien de garde. Il n'est pas agressif, sauf si l'on s'attaque à son maître. N'étant pas citadin, il a besoin de beaucoup d'espace.

## Sauvetage et tonnelet autour du cou

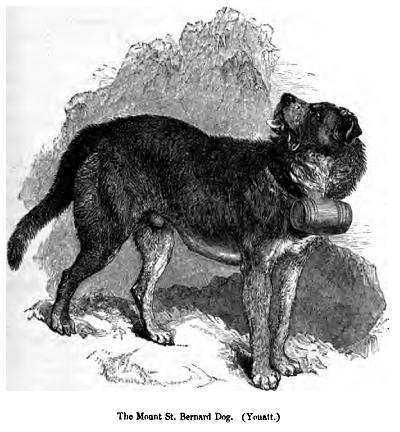
Ancien saint-bernard sauveteur.

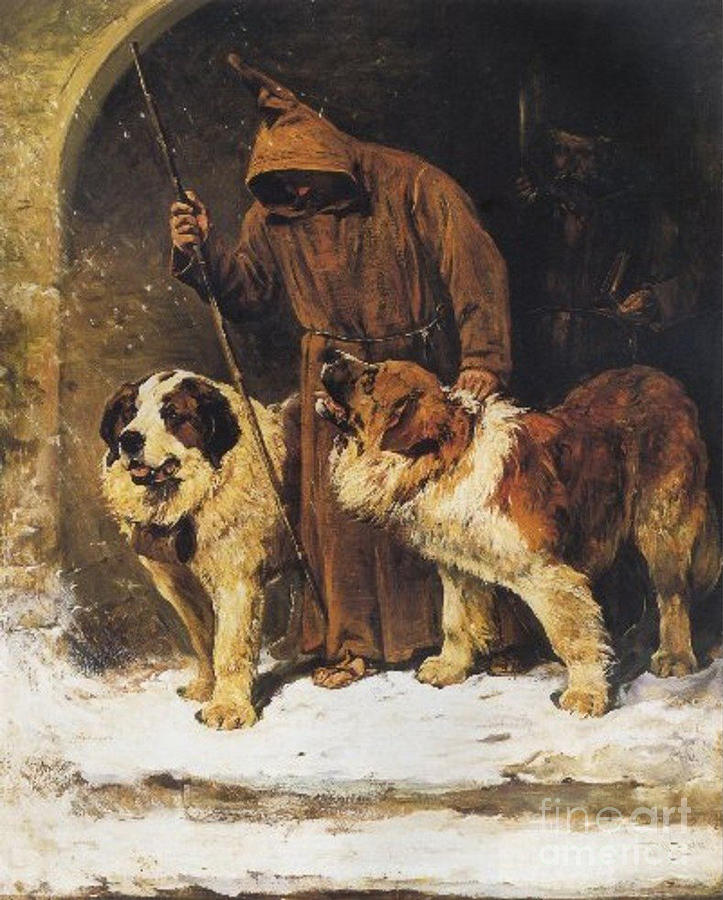
Peinture de John Emms.

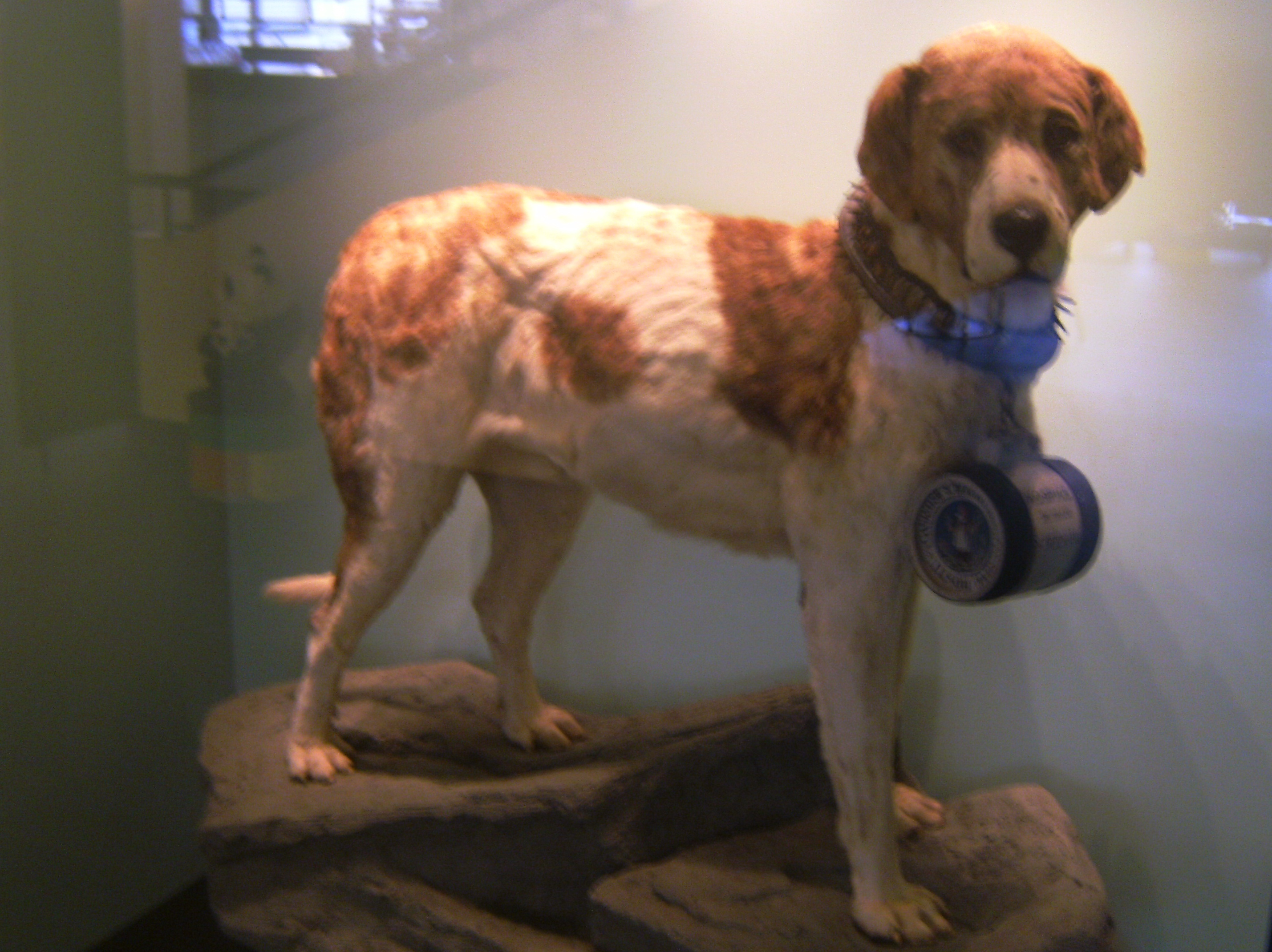
Musée d'histoire naturelle de Berne.

Le fameux tonnelet figurant dans les illustrations et présent dans l'imaginaire collectif a successivement été présenté comme une pratique locale en Suisse puis dénoncé vers la fin du XXe siècle comme étant une légende sans fondement issue d'illustrations du XIXe siècle qualifiées de farfelues du val d'Anniviers, Valais. Mais grâce aux travaux de musées suisses (ex : musée du val d'Anniviers, Barryland - Musée et chiens du Saint-Bernard, musée d'histoire naturelle de Berne), les témoignages et surtout les objets recueillis ont tendance à confirmer la réalité de cette pratique. Une des explications qui a fait croire que le tonnelet du saint-bernard était une légende provient de la confusion entre le sauvetage des personnes emportées et enterrées dans les avalanches et le sauvetage de personnes égarées en montagne.
- Dans le premier cas on ne trouve pour l'instant aucune preuve crédible que les chiens de sauvetage étaient affublés de cet équipement. En effet les recherches et le dégagement des personnes ensevelies ne se faisaient qu'avec une équipe de secouristes de montagne. Le matériel était transporté à dos d'homme ou à l'aide de chevaux et d'ânes. L'eau-de-vie utilisée si besoin faisait partie de l'équipement emporté[11].

- Dans le second cas on utilisait fréquemment (à partir du XVIIIe siècle selon certaines sources) en Suisse un chien (ex : saint-bernard mais aussi d'autres races) équipé du tonnelet. L'animal grâce à son odorat, sa rapidité et son agilité pouvait retrouver de lui-même et de façon autonome un promeneur égaré. Cette tactique était d'autant plus utilisée de nuit lorsque les recherches faites par les hommes devaient obligatoirement être stoppées avant de reprendre le lendemain[12].

Une autre explication est la récupération sans contrôle et à outrance par les publicitaires et entreprises de l'image du saint-bernard pour vanter leur produit. Le saint-bernard et son tonnelet ont été représentés de façon fictive et imaginaire et souvent sans aucun respect de la véracité locale et historique. Cependant il n'a jamais été possible aux associations d'éleveurs de déposer le nom de la race et de le protéger, voire de le commercialiser pour leur propre compte selon les détracteurs des différents projets (période avant-guerre).

### Constitution
- Le tonnelet : il est censé être destiné à contenir de l'eau-de-vie permettant une réactivation temporaire de la circulation sanguine dans les membres dangereusement atteints par le froid. Contenant de l'eau-de-vie, il fallait systématiquement le remplacer à chaque intervention. Il pouvait être de fabrication locale ou bien, le plus souvent, de récupération.

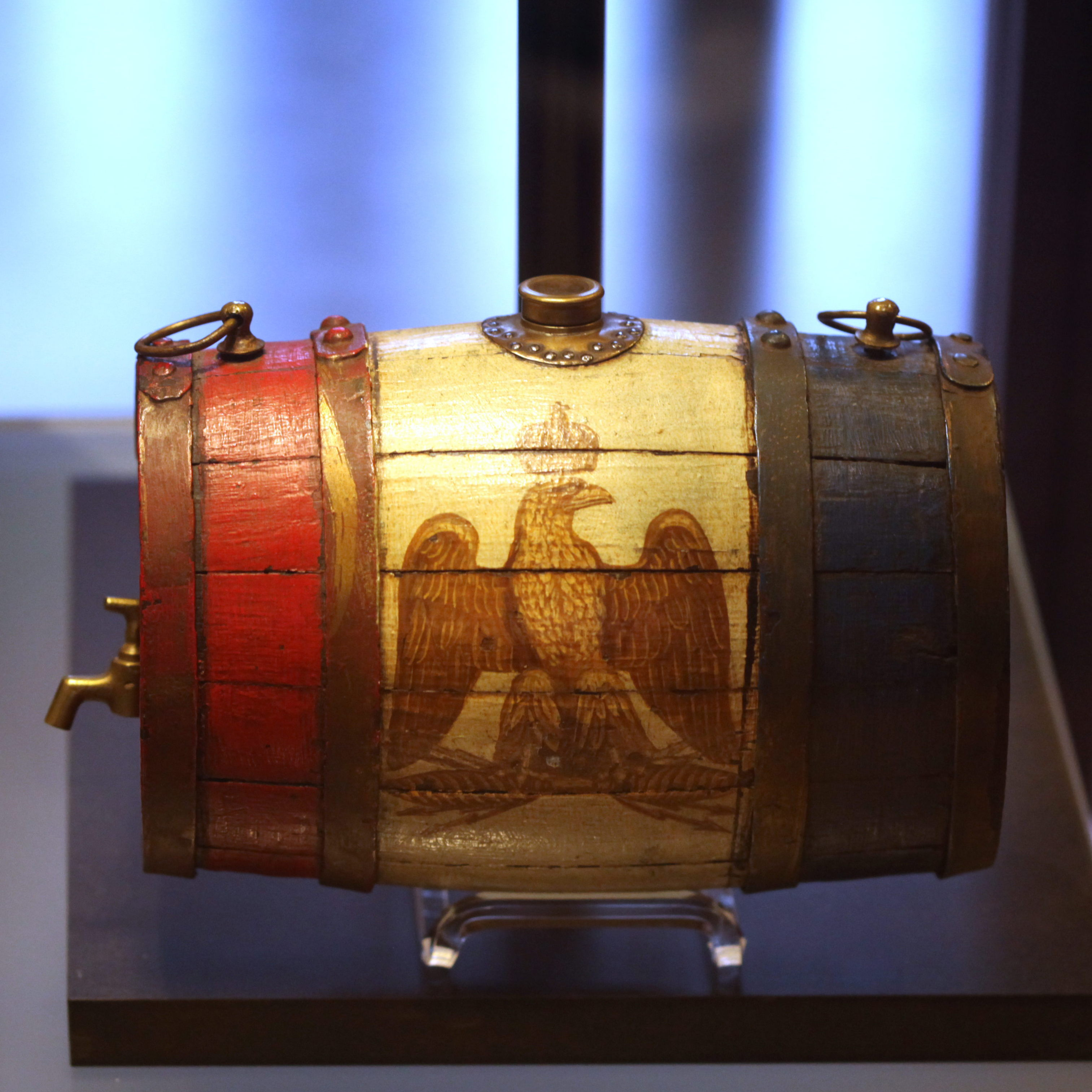
Exemple de tonnelet du Premier Empire de Napoléon fabriqué en grande quantité et pouvant être réemployé à cet usage. À noter la cannelle en bronze.

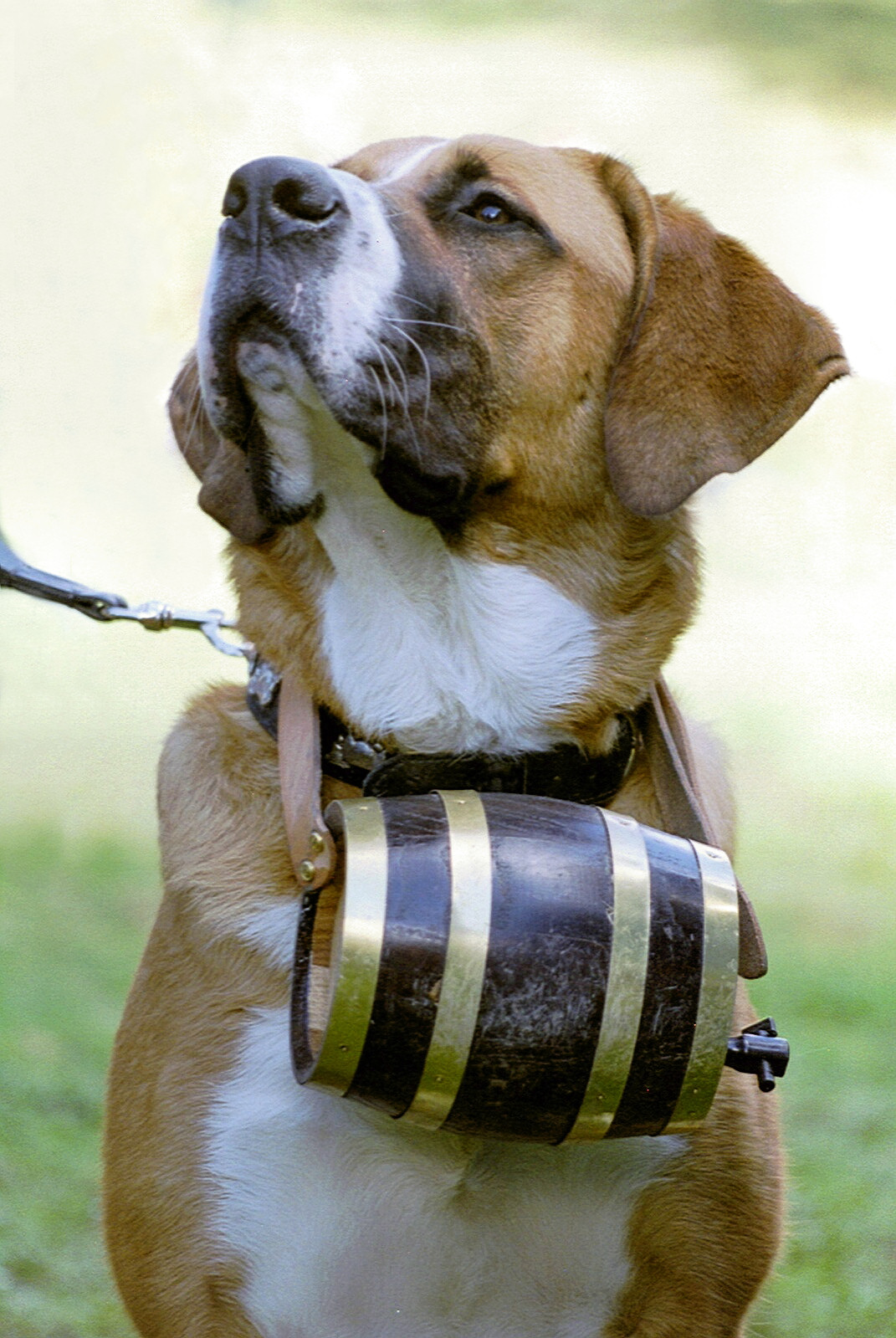
Saint-bernard avec un tonnelet de fabrication moderne (décoratif, non fonctionnel).

- La boisson : on peut citer plusieurs liquides qui auraient été utilisés dans le tonnelet : vin chaud (peu crédible en raison de l'impossibilité de garder la température de cette boisson), whisky (peu crédible à cause du prix et de l'usage inconnu à l'époque de cet alcool dans les Alpes). Le musée du col du Grand Saint Bernard indique que le tonnelet contenait du rhum, ce qui est aussi peu cohérent par rapport aux usages de l'époque dans les Alpes. « Schnaps » et alcool de fruit local sont plus vraisemblables. À noter que l'image du saint-bernard avec son tonnelet a été récupérée par beaucoup de publicitaires et de marques d'alcool, contribuant à discréditer davantage la vérité historique. Il est possible que le tonnelet ait contenu une boisson locale énergisante à base de miel et de plantes sauvages.

- La douve : il est généralement fabriqué en bois de merrain, un bois de fente utilisé habituellement dans la tonnellerie traditionnelle[13].

- La cannelle : c'est le robinet de fabrication en bois ou en bronze (plus rare)[13]. C'est la pièce la plus fragile du dispositif. Le chien empruntant des chemins difficiles et devant surmonter des obstacles, cette pièce devait souvent être changée. C'est souvent la pièce la plus « neuve » des dispositifs retrouvés à ce jour. Un robinet en bronze permettait de résoudre cette difficulté mais en raison du prix peu ont été retrouvés.

- Le harnais : composé de lanières en cuir de bœuf, enserrant le cou de l'animal et rarement son torse, il positionnait le tonnelet de la façon connue de tous. Le chien arrivant au niveau de la personne à secourir, cette dernière était supposée être allongée ou assise sur le sol. Le rescapé devait pouvoir actionner la cannelle et y boire de la manière la plus commode possible en dépit de son état.

- La décoration : aucun tonnelet arborant le drapeau suisse n'a été retrouvé. On pense que c'est une vue d'artiste qui a contribué à discréditer cette pratique. Des tonnelets recouverts d'une pigmentation rouge ont bien été retrouvés, mais sans la croix blanche. On pense que ce devait être pour une raison de visibilité.

- Accessoires : on peut citer une clochette accrochée au collier destinée à repérer le chien (très utile la nuit), et parfois un sifflet permettant à la personne rejointe de signaler sa position. Des versions très récentes du collier intègrent des systèmes GPS qu'on tend à ne pas mentionner car il saperait l'image d’Épinal du Saint-Bernard et du sauvetage en montage.

- Le saint-bernard : c'est la race qui a fini par s'imposer dans cette pratique grâce à sa force, sa rusticité et son obéissance. D'autres races avaient tendance à développer une dépendance à l'alcool et à vider le tonnelet dont elles avaient la charge. Ces chiens échouaient dans leur mission et succombaient eux-mêmes (coma éthylique, chute...)[11].

Le saint-bernard peut détecter une présence humaine jusqu'à six mètres sous la neige par sa truffe humide. Contrairement à la plupart des chiens, il possède un sens de l'orientation extrêmement développé ; il pourrait même prévoir des avalanches et des tempêtes de neige, et serait capable de percevoir si une personne est vivante ou morte sous la neige, selon des maîtres chiens.

### Contexte historique de l'origine du tonneletXIXesiècle

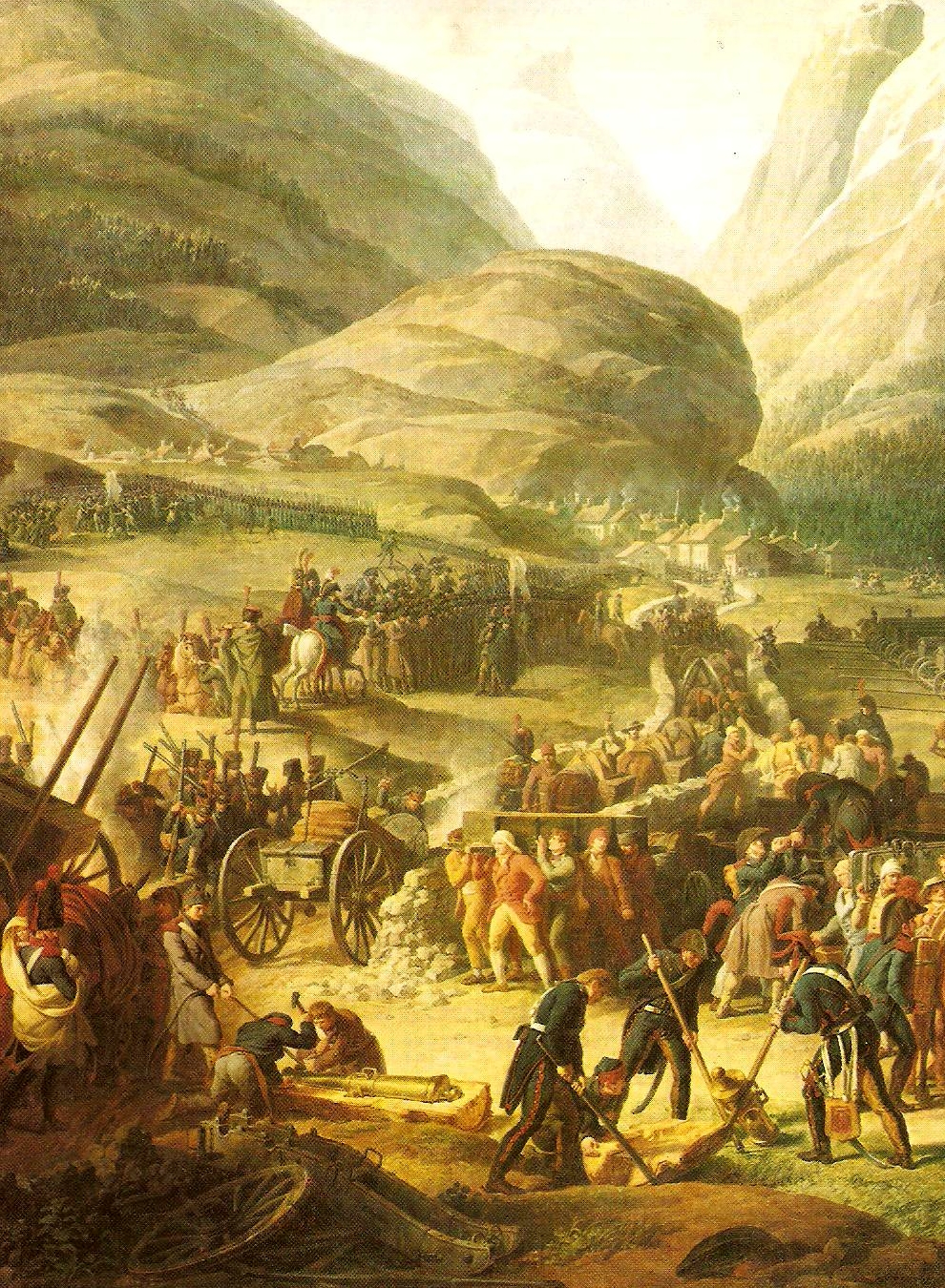
Préparatifs pour le passage des Alpes par Charles Thévenin 1808 château de Versailles.

Le 13 mai 1800 un événement majeur intervient au col du Grand-Saint-Bernard : c’est la traversée des Alpes par l'armée de réserve de Napoléon qui intervient dans la deuxième campagne d’Italie, déclenchée par la reprise de Milan par les Autrichiens. Il fallait surprendre les Autrichiens du général Melas et fondre sur eux en profitant de l’effet de surprise. Avec son armée de réserve, il passe le col du Grand-Saint-Bernard, le corps du général Moncey franchit le col du Saint-Gothard et le corps du général Turreau se dirige vers le col de Montgenèvre. Le 18 mai, Bonaparte quitte Martigny et se met en route vers le Grand Saint-Bernard. Le 20 mai, habillé d’un uniforme bleu que recouvre une redingote blanche et coiffé d’un bicorne couvert de toile cirée, il monte une mule et, escorté par le guide Dorsaz, traverse le col.
Du 15 au 21 mai, les troupes gravissent les monts et acheminent des tonnes de matériel et l’artillerie logée dans des troncs d’arbres évidés pour en faciliter le transport. L’artillerie fut retardée au fort de Bard par la résistance des Autrichiens, mais le reste de l’armée fut au rendez-vous de la première bataille importante à Montebello.
La traversée des Alpes ne se fit pas si facilement non seulement à cause du terrain accidenté mais aussi à cause du climat (noté par Napoléon au col du Grand-Saint-Bernard) et des attaques ennemies. Une petite partie du matériel est restée sur place, soit abandonnée soit perdue. Parmi eux des tonnelets de bonne fabrication (voir photo).
Cet événement coïncide avec le développement de la pratique de sauvetage avec tonnelet du Saint Bernard à l'hospice ainsi qu'à sa propagation dans le reste des Alpes Suisses tout au long du XIXe siècle.

## Hospice

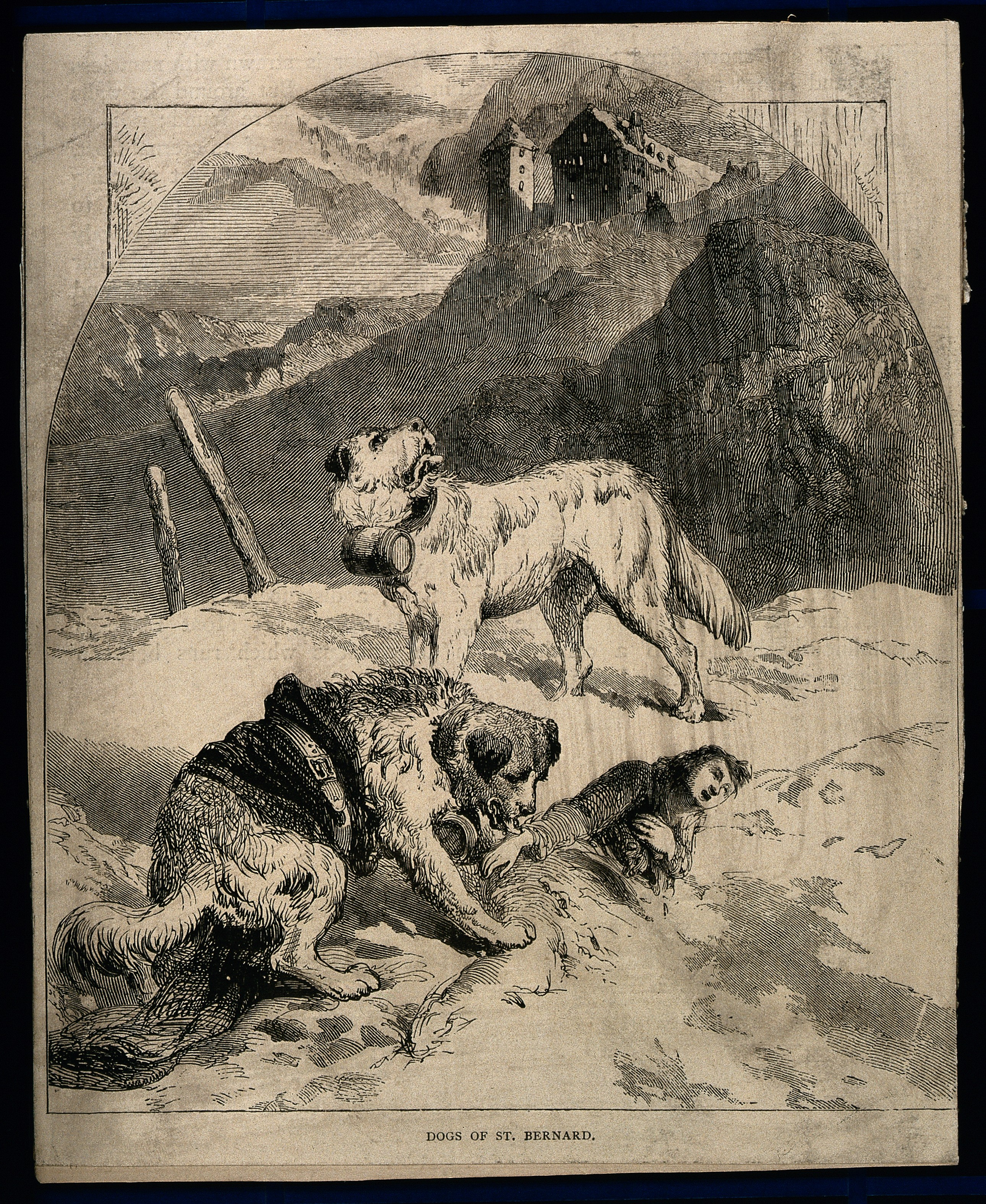
Gravure du XIX : « Two st. Bernard dogs » avec le tonnelet visible sur les deux chiens.

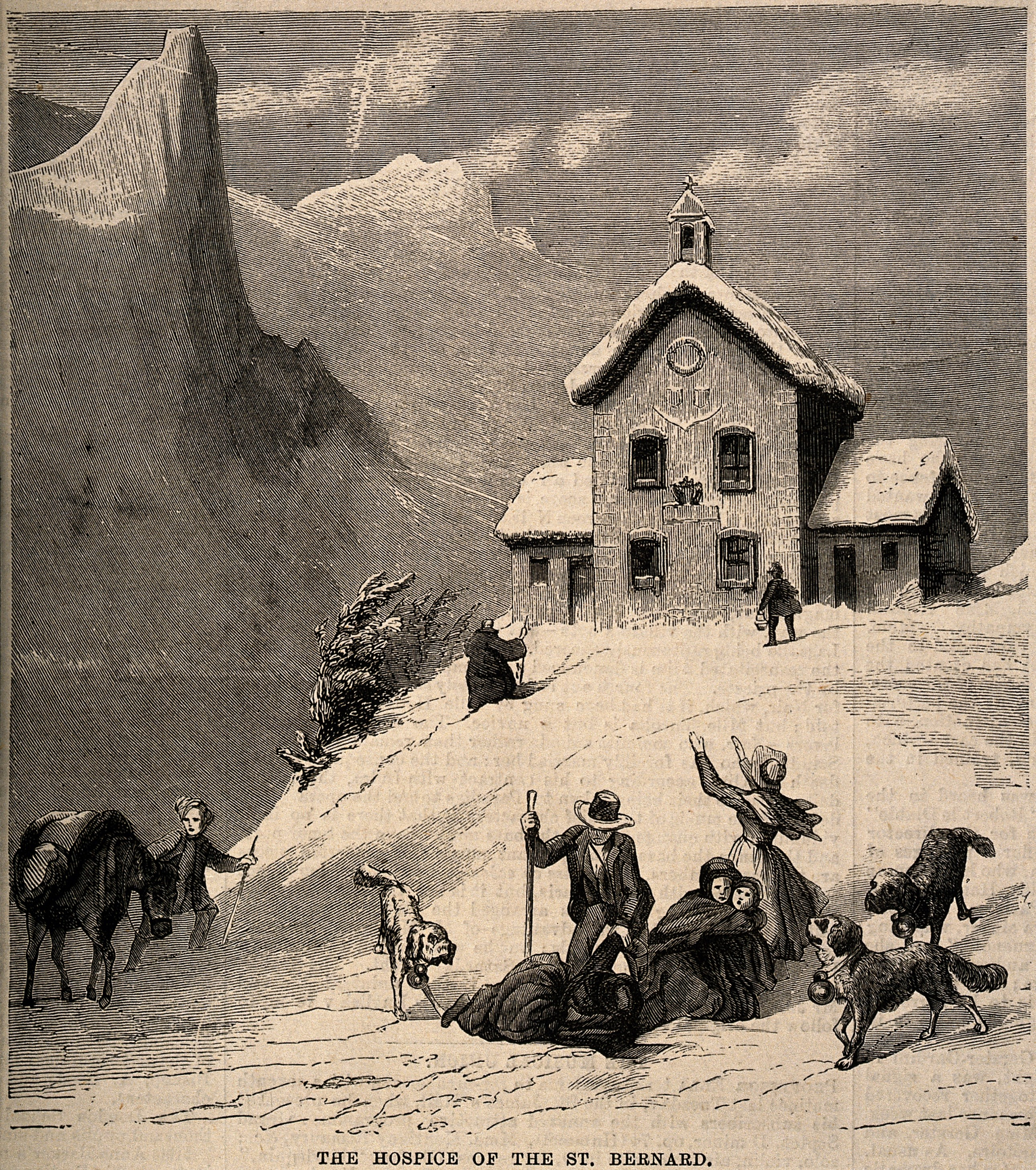
Gravure du XIX : « Couvent du Grand Saint Bernard, deux chiens secouristes » avec le tonnelet visible sur les chiens.

L'hospice du Grand-Saint-Bernard a conservé jusqu'en 2004 un élevage de saint-bernards, pour maintenir la tradition et augmenter l'intérêt touristique du site. Depuis janvier 2005, la congrégation des chanoines du Grand-Saint-Bernard a remis la charge du chenil et de l'élevage à la fondation Barry basée à Martigny, du côté suisse de la route du col du Saint-Bernard.

## Musée
En 2005, le musée du saint-bernard a été créé à Martigny afin d'y présenter les célèbres chiens. L'histoire de l'hospice et du col du Grand-Saint-Bernard y est également racontée.

## Dans la culture

### Films
À l'instar du dalmatien popularisé et propagé par le dessin animé Les 101 Dalmatiens, cette race de chiens a connu, grâce au cinéma, un grand succès auprès du public :
- le court-métrage de Mickey Mouse, Les Alpinistes (1936).
- le film musical de John G. Blystone, Les montagnards sont là (1938) avec Laurel et Hardy.
- le film de Richard Pottier, Barry (1948) avec Pierre Fresnay et Pauline Carton.
- le film Cujo sorti en 1983 adapté du roman de Stephen King.
- le film québécois à grand succès, La Guerre des tuques (1984).
- le film Beethoven et ses suites sorties au cinéma dans les années 1990.
- le film L'Appel de la forêt (The Call of the Wild) en 2020.